# État autonome islandais
1904–1918
Entités précédentes :
- Royaume de Danemark

Entités suivantes :
- Royaume d'Islande

L'État autonome islandais est le régime politique que connut l'Islande entre 1904 et 1918. Il s'agit d'un statut d'autonomie instaurée au sein de l'empire colonial danois dont l'île faisait alors partie. Elle résulte de la lutte menée par les Islandais, comme Jón Sigurðsson, pour leur souveraineté.

## Vie politique

### Chronologie des gouvernements de l'État autonome islandais
| Gouvernement                     | Dates d'exercice du gouvernement      |
| -------------------------------- | ------------------------------------- |
| Gouvernement de Hannes Hafstein  | du 1er février 1904 au 31 mars 1909   |
| Gouvernement de Björn Jónsson    | du 31 mars 1909 au 14 mars 1911       |
| Gouvernement de Kristján Jónsson | du 14 mars 1911 au 25 juillet 1912    |
| Gouvernement de Hannes Hafstein  | du 25 juillet 1912 au 21 juillet 1914 |
| Gouvernement de Sigurður Eggerz  | du 21 juillet 1914 au 4 mai 1915      |
| Gouvernement de Einar Arnórsson  | du 4 mai 1915 au 4 janvier 1917       |
| Gouvernement de Jón Magnússon    | du 4 janvier 1917 au 25 février 1920  |